# Móda v předválečném Československu
Móda v předválečném Československu - zahrnovala módní oděvy, obuv, pokrývky hlavy, kosmetiku, šperky a galanterii. Patřily k ní také nové aspekty společenského vystupování žen, začínaly chodit samy bez doprovodu mužů, nebo kouřily na veřejnosti. Móda byla rozmanitá a vykazovala první známky emancipace žen. Ženy přidávaly do svého šatníku mužské prvky garderoby. Především v Praze vznikaly úspěšné salóny a dovozní firmy.

## Ženský formální oděv

### Dvacátá léta
Ve dvacátých letech mizí ženskost. Silueta šatů potlačuje křivky ženského těla, jako prsa, pas a boky (například charlestonky). Stále se nosí dámské šaty, ale ne v takové míře jako před válkou. Pod ně se začínají nosit první podprsenky, s kterými přišel Paul Poiret. Ve větší míře se objevují samostatné sukně, které se nápadně zkracují ke kolenům. Pas šatů se začíná snižovat nebo je zcela rozvolněný. Velkou roli hrál výběr látek. Mezi oblíbené patřily například voál, krepdešín, šifon, šantung, flanel, na halenky pravé hedvábí nebo popelín, na spodní prádlo trikotýn, na podprsenky a podvazkové pasy hedvábný atlas. Do ženského šatníku začínaly pronikat i některé prvky z dosud výhradního repertoáru módy mužské, jako například kravaty, saka, cylindry, čepice s kšiltem nebo monokly. Velké zalíbení ženy nacházely i v kalhotách či kalhotových sukních. Z pánských doplňků to byly mj. špičky na cigarety nebo aktovky.
Tradiční šperkové soupravy mnohdy nahradila bižuterie, například dlouhé náhrdelníky ze skleněných korálků.

### Třicátá léta
Třicátá léta by se v ženském odívání dala označit za epochu prodlužování. Zapříčinila ji hospodářská krize, díky které se na avantgardní modely, jako krátké sukně či střihy vlasů, zapomínalo. Oproti jednoduchému funkcionalistickému stylu 20. let převládl po roce 1925 a ve 30. letech složitější styl art déco. Ženy začaly opět nosit delší sukně a šaty, které se od pasu postupně rozšiřovaly, znovu si začaly zakládat na eleganci, půvabu a kráse. Často si nechávaly své šaty přešívat a přišívat si k nim vsadky, límečky, vestičky, aby šaty pokaždé vypadaly nově i když nebyly.
Pas byl tradičně zdůrazňován pásky, nebo stuhami. Šaty byly obvykle drahé, takže s nimi ženy zacházely šetrně a opatrně, aby jim vydržely co nejdéle. Začínaly se nosit i halenky se sukněmi, byly levnější než samotné šaty. Součástí toalety každé dámy byly odedávna rukavice, nyní k nim přibyly dosud pánské rukavice z jelenice nebo háčkované rukavičky nitěné; nesundávaly se však při běžném pozdravu, pouze při líbání ruky. Emancipované ženy stále provokovaly kostýmy s kalhotami.

## Mužský formální oděv
Mužský formální oděv se ve střihu zprvu zásadně neměnil, u sak se upravovaly vycpávky ramen, šířka klop a silueta postavy. Z materiálů k dosud převládajícímu vlněnému suknu přibyl vlněný tvíd a pro volný čas bavlněný manšestr. Nový životní styl měl vliv hlavně na muže mladší generace, kteří slevili z formálnosti dosud výhradního obleku se sakem. Přikláněli se k většímu pohodlí. Místo sak se začaly nosit sportovní pulovry a pletené svetry. Nosily se košile s měkkým límcem, široké krátké kalhoty sepnuté pod kolenem na knoflík (tzv. pumpky nebo golfky). Kalhoty k oblekům měly volnější střih, široké nohavice (boot cut) a dole záložky. Starší generace většinou zůstávala u černých obleků, žaketů, vest, nevýrazně pruhovaných soukenných kalhot, košil s připínacími tuhými límečky, někdy i bot s návleky, tzv. psími dečkami. Cylindry byly vystřídány buřinkami a v létě slamáky.
Na slavnosti, do divadla, hotelů, klubů či tančíren se u vysoce postavených mužů stále více prosazovaly smokingy. Pod smokingem se nosila bílá košile a spodní přední strana byla obloukovitě vykrojena. Knoflíky byly na povrchu potažené hedvábím a límeček byl ušitý z lesklé látky. V šatníku prvorepublikového muže nesměly chybět měkké plstěné klobouky, kožené rukavice, kravaty i motýlky, ke každému obleku vesta. Jejich barevné sladění určovala denní doba a příležitost. Muži vyššího postavení se oblékali podle přísných společenských pravidel. Pomoc při výběru vhodného oděvu nabízely pánské časopisy. Oficiální události si vyžadovaly výše zmiňovaný žaketový oblek, bílou košili s manžetovými knoflíčky, motýlka nebo kratší kravatu. Na slavnostech či při návštěvách divadel muži nosili fraky. V českých zemích se muži častěji přikláněli k praktické anglické módě, zatímco na Slovensku byla oblíbená móda z Vídně a z Budapešti. K populárním vzorům tkanin patřily proužek, skotská kostka, parketový vzor, metličkový vzor či kohoutí stopa. Mezi oblíbené barvy patřily námořnická modrá, indigová, barva muškátového ořechu, hnědá a khaki odstíny béžové a hnědé.
Pro volný čas se nosily safari košile, roláky, pulovry (již od 20. let), svetry s norským vzorem nebo melírované barevnosti, či vesty. Sportovní sako se šilo z tvídu, kůže nebo lněného plátna. Extravagantní pánové volili oděvy s kontrastním károvaným vzorem (v klasické barevnosti skotských klanů) nebo pepito. Na sport se oblékaly pumpky, k nim kárované podkolenky. Kabáty obvykle sahaly do půli lýtek, ale nosily se i ležérnější kratší varianty. Novinkou byl pršiplášť z balonového hedvábí, pro automobilisty kožená kukla a kožený plášť s dlouhou šálou.

## Obuv
Jak boty reprezentovaly člověka, potvrzuje i české rčení: „Za muže mluví auto, za ženu šaty, boty hovoří za oba.“ Již od poloviny 19. století začaly v českých zemích vznikat první obuvnické továrny. Mimo ně většinový trh zásobovaly rukodělné výrobky z malých obuvnických dílen. Po expanzi zlínské továrny firmy Baťa malé dílny ztrácely konkurenceschopnost. Velkou část výrobků na trhu tvořil i zahraniční dovoz. Zásluhou Baťovy firmy se po celé republice rozšířila síť moderních značkových prodejen obuvi a Československo se v Evropě zařadilo mezi obuvnické velmoci. Baťovy boty získaly oblibu hlavně díky nízkým cenám, a jednoduché technologii. Objevily se první nenáročné pracovní i sportovní boty plátěnky. Na začátku dvacátých let se začínaly používat nové materiály, jako guma. Z ní se vyráběly například galoše, gumáky, koupací obuv nebo sportovní obuv s pryžovou podešví.
Zatímco ženy si oblíbily lodičky či polobotky, muži stále nosili šněrovací a kotníčkovou obuv. Ceny se pohybovaly už od 19 Kčs. Od roku 1923 se začaly vyrábět boty s prodlouženou ostrou špičkou, vhodné hlavně k tanci, nebo s podkůvkami pro step. Ženy nosily první sandály, letní plátěné kristusky nebo střevíce na nízkém podpatku. Druhů obuvi přibývalo, lidé si začali pořizovat i několik párů. Ve třicátých letech se objevily lodičky s jazykem či zdobným šněrováním, z hověziny nebo a teletiny, nyní také barvené. Společenská obuv byla tradičně rovněž z textilií jako brokát, klot atlas či satén. Mužská obuv byla vyráběna nově z vulkanizovaného kaučuku, nebo ze surové gumy. Na konci třicátých let se objevily první boty mokasínového střihu. Největší proměnou však prošla obuv pro volný čas a koníčky. Začaly se vyrábět boty lyžařské, bruslařské a tzv. cvičky. Dále také boty pro lovce, dřevorubce nebo rybáře.

## Módní doplňky

### Ženské módní doplňky

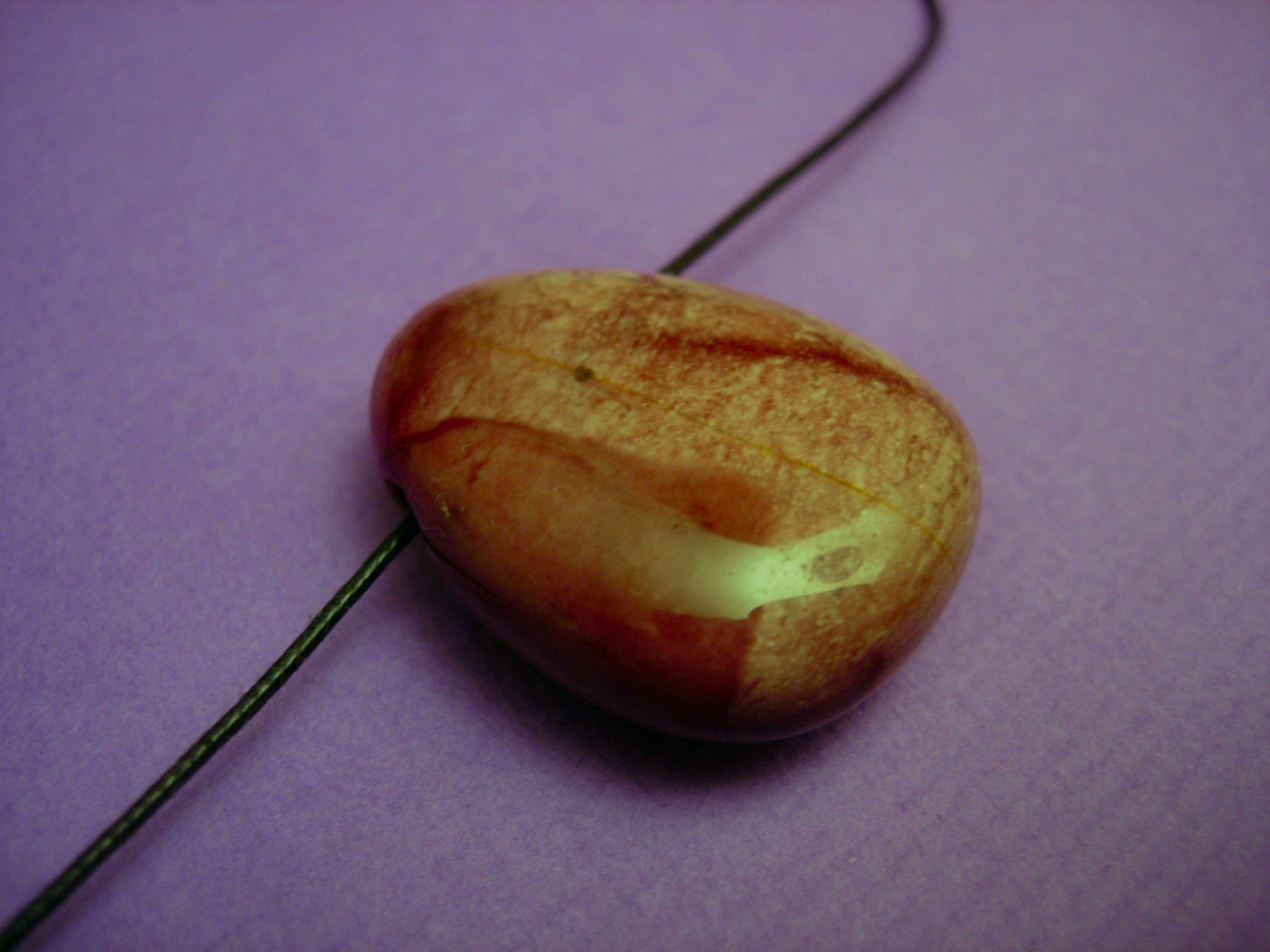
Jaspis

Mezi nejčastější módní doplňky tehdejší dámy patřily hluboko posazené klobouky s krempou vpředu rozšířenou, nebo menší hučky, dále kabelky s ručně vyšívanou přední stranou, psaníčka s korálkovou výšivkou či různé šperky. Největší změnou prošly klobouky. Zatímco v období secese byly klobouky mohutné, zdobené stuhami, umělými květinami, ovocem a péry, klobouky ve dvacátých letech byly menší. Obvykle mívaly kulatý tvar a těsně obepínaly hlavu. Dokonale se tak hodily ke krátkým sestřihům vlasů po stranách vlnitých a vyztužených cukrovou vodou nebo pivem. Ve třicátých letech se klobouky začaly nosit posunuté ke straně, velikost zůstala stejná, jen se zvětšila krempa, která se vlní. Na začátku dvacátých let byly v oblibě dlouhé korále, pokud možno až po výstřih, na ramenou spočívalo kožešinové nebo péřové boa. Ve třicátých letech se přidaly hedvábné šálky či šátky. Kabelky byly malé, psaníčka nebo ledvinovitého tvaru na řetízku, vyšívané a zdobené. Psaníčka obdélníkového tvaru a se dala nosit v ruce nebo v podpaží. Nové uplatnění si našly i šperky. vedle velké večerní soupravy byly i denní šperky tzv. koktejlové. Kromě skleněné a kovové bižuterie se v luxusním šperku a na náramkových hodinkách uplatnily drahokamy, nejlépe diamanty s briliantovým brusem, ale i neprůhledné jako onyx, karneol, lapis, lazurit, achát, korál, nefrit, černý jantar, stále se nosil účes upravený malým hřebínkem, či párem hřebínků, nyní z celuloidové imitace želvoviny či rohoviny, do vlasů přibyly kovové sponky.

### Mužské módní doplňky
K důležitým módním doplňkům patřily kapesní hodinky. Obvykle byly zavěšeny na řetízku, zastrčené v kapse vesty. Ve třicátých letech je však vystřídaly běžné hodinky náramkové. Mezi dalšími doplňky nacházíme vycházkové hole a deštníky, dýmky, špičky a ozdobná pouzdra na cigarety (cigártašky), pouzdérka na šňupavý tabák, kokain či zažívací sodu, velké manžetové knoflíčky, jehlice do kravaty a pečetní prsteny.

## Účesy
Do konce první světové války se ve městech nosily dlouhé, vlnité nebo kulmou nakadeřené vlasy. Ženy si je často splétaly do drdolů, na venkově do copů. Slavná výstava Civilisovaná žena/Civilisierte Frau v roce 1929 vyzývala ženy, aby si nechaly ustřihnout copy a daly se ostříhat nakrátko do fazóny Bubbi Kopf. Plakáty této původně brněnské výstavy byla vyvěšovány na nárožích mnoha měst. Emancipované ženy začaly dokládat nový status účesem z krátkých a rovných vlasů. Většina mužů vůči tomu měla negativní postoj, jak tehdy ukázala anketa mezi známými uměleckými osobnostmi. I přesto zkracování vlasů pokračovalo, jako například nový účes „do ztracena“. Vzadu byly vlasy velmi krátké a po stranách zůstávaly delší. Další účes se nazýval bingle, jiný zase estonský střih. Vlasy už byly úplně krátké. Se začátkem třicátých let opět přišly zvlněné kadeře. Tyto krátké účesy se objevovaly zejména u vyšších společenských vrstev žen.

## Líčení
Velký zájem vyvolávalo nové líčení tváře, nápadně rudé rtěnky, pudrování tváří s červenými terčíky zvanými štěstíčko. Úzké obočí se malovalo do mírného obloučku a černé, kouřové oční stíny. Ploché pudřenky byly buď kulaté se zrcátkem jako dnes, nebo žebrované a otvíraly se jako ústřicové skořápky, zavíraly se zaklapnutím. Nosily se v kabelkách.

## Salóny, návrháři, módní ikony
Mezi nejvýznamnější návrháře a firmy této doby patřili Hana Podolská, mnohdy přezdívaná Královna prvorepublikové módy, dále salón Oldřicha Rosenbauma nebo Modelový dům Arnoštky Roubíčkové.
Za nejlépe oblékané ženy byly v období první republiky považovány herečky a zpěvačky, nejznámější zákaznice salónů. Patřily k nim herečky
jako Adina Mandlová, Lída Baarová nebo Jarmila Novotná; dále Růžena Nasková, Olga Scheinpflugová, tehdejší automobilová závodnice Eliška Junková, Nataša Gollová, ale i budoucí první dáma republiky Hana Benešová. Svými modely se chlubily také Jiřina Šejbalová nebo Ljuba Hermanová. K idolům mužské módy 30. let patřili Otomar Korbelář či Raoul Schránil.
Podolská pořádala velkolepé módní přehlídky, na kterých jako placená modelka vystupovala mj. Adina Mandlová. Inspirace přicházela zejména z Vídně a Paříže. Mezi největší konkurenty Hany Podolské patřil módní salón Oldřich Rosenbaum v Praze situovaný na Národní třídu, s pobočkou ve Vídni. Modely obou těchto návrhářů lze vidět ve filmech pro pamětníky, protože oba salóny šili modely pro barrandovské studio.
Eva Uchalová vylíčila historku z cesty Hany Podolské na pařížské módní přehlídky, kam ji doprovázela její návrhářka a kreslířka Hedvika Vlková. Na těchto přehlídkách se nesmělo fotit, a proto si paní Hana s Hedvikou vymyslely způsob, jak pomocí kresby jehlicí na klíně přes kopírák zaznamenat na papír pod šatami nové nápady.
Roku 1935 vstoupil mezi pánské krejčí v Praze nejvýznamnější konkurent, Salón Adam. Byl původně jen pražskou pobočkou krejčovské firmy Kníže, založené roku 1925 v Karlových Varech. Majitel obou značek se jmenoval Friedrich Wolf a brzy se v obchodování s pánskými oděvy vyšvihl na evropskou úroveň, otevřel totiž pobočky ve Vídni, v Berlíně, Paříži, Londýně a dokonce i v New Yorku. V roce 1948 byla firma znárodněna a podřízena podniku Oděvní tvorba, později Oděvní služba Adam.